# Rubbermaids
Die Rubbermaids war eine 1986 gegründete Punkrockband aus Hamburg. Sie zeichnete sich durch ihren mehrstimmigen Chorgesang aus.

## Geschichte
Die Urbesetzung der Rubbermaids bestand aus Birgit Frehse (Gesang), Minne (Gitarre), Matzy Hagenah (Gitarre), Hardy Rose (Bass) und DynaMeik Dobbratz (Schlagzeug). Bassist Hardy Rose wurde 1988 durch Thomas Zabel ersetzt. 1989 stieg die Sängerin Birgit Frehse aus und Gagu übernahm das Mikrofon, während Thomas Zabel den Bass an Jason Scott übergab. 1992 verließ Matzy Hagenah die Band.
Die Rubbermaids waren 1992 in Hamburg und Bremen Vorband der Die Toten Hosen bei deren Learning English Tour. 1994 löste sich die Band auf.
2003 gründeten Mitglieder von Slime und den Rubbermaids die Band Rubberslime. Jason Scott und Meik Dobbratz spielen heute in der Band Weltniveau, Matzy Hagenah spielt u. a. bei Hulapunk. Gagu veröffentlichte 1996 ein gleichnamiges Album auf Sony Records sowie Alben, Singles und Sampler-Beiträge mit seiner Band Gigantor.

## Diskografie
- 1988: Elbground Split Single 7″
- 1989: Vulcanite  LP
- 1991: Twisted Chords LP/CD
- 1992: Straight Cuts, No Overdubs LP
- 1993: Los Ruberos  LP/CD